# Nadine Ndjomo
Nadine Ndjomo, née Nadine Irène Pascaline Ndjomo le 5 mars 1992 à Kokoa Cameroun, est une féministe, journaliste et autrice de romans autobiographiques camerounaise.

## Biographie

### Jeunesse
Nadine Djomo naît le 5 mars 1992 au Cameroun. Après la disparition précoce de ses parents, la laissant orpheline et abandonnée par sa famille, Nadine Djomo est poussée au mariage forcé à l'âge de 15 ans. Mais elle réussit à surmonter cette épreuve. Pour s'en sortir, elle pratique le commerce ambulant et traverse une période de dépendance aux substances illicites. Elle reçoit l'aide de personnes inconnues qui sont devenues ses soutiens avec le temps.
En 2014, elle obtient une licence en communication, option journalisme,. En 2022, elle reçoit son diplôme de master 2 relations internationales, option coopération internationale et décentralisée, à l'Institut des relations internationales du Cameroun (IRIC).

### Carrière
Nadine Ndjomo est une journaliste depuis plus de dix ans. En 2022, elle occupe le poste de rédactrice en chef au journal L'Œil du Sahel où elle effectue des reportages de terrain,. En 2024, elle est rédactrice en chef de L’effort camerounais. Parallèlement, en 2021, elle écrit deux romans autobiographiques Débrouille-toi, tu es une femme !, puis en 2024 Captive, un ouvrage sur les enfants « bâtards » abandonnés par les pères démissionnaires et élevés par les mères piégées par les hommes et laissées sans aide ni soutien,.
En 2024, elle est présidente du jury du prix africain du journalisme d'investigation. Cette même année, elle fait partie du comité de pilotage de Médias & Démocratie, une plateforme afro-européenne de journalistes professionnels.

### Vie associative
Elle crée en 2017 l'association Read more à Ngaoundéré, puis en 2020 son journal en ligne Sukulu News (école dans certaines langues camerounaises) qui publie des articles en français, anglais et espagnol.

## Publications
- Débrouille-toi, tu es une femme ! roman, Yaoundé, L'Harmattan Cameroun, coll. « Lettres camerounaises », 2021, 170 p. (ISBN 978-2-343-23918-7 et 2343239185, OCLC 1277006704, lire en ligne)[9].
- Captive, Yaoundé, Éditions Ifrikiya, coll. « Collection Sanaga », 2024, 221 p. (ISBN 9789956345410 et 9956345415, OCLC 1440135368, lire en ligne).

## Voir Aussi